# Fouad Youcefi
Fouad Chaouki Youcefi, född 12 januari 1989 i Alger, är en svensk journalist, sedan 2009 verksam vid Sveriges Television.

## Biografi
Youcefis föräldrar kom från Algeriet till Sverige under tidigt 1990-tal. Han har tre yngre bröder. Fadern hade spelat fotboll i Algeriets herrlandslag. Youcefi är uppvuxen i Sala där föräldrarna driver en livsmedelsbutik. Han gick på gymnasiet vid Grafiskt utbildningscenter i Uppsala.
Fouad Youcefi är gift med journalisten Evelina Nedlund. Tillsammans har de en dotter.

## Karriär
Youcefi inledde yrkeskarriären på Upsala Nya Tidning 2005, på tidningens ungdomsredaktion Kaktus. Åren 2008–2010 studerade han journalistik vid Mittuniversitetet i Sundsvall, men hoppade av studierna för att börja arbeta på SVT. Sedan 2009 har Youcefi arbetat på olika redaktioner inom SVT, som exempelvis SVT Nyheter, Uppdrag granskning, och SVT Nyheter Uppsala. Mellan 2016 och 2020 arbetade han vid SVT Nyheter Väst.
Under 2020 var Youcefi SVT:s utsände korrespondent i USA, och blev samma år fast anställd på SVT Nyheters utrikesredaktion. Under presidentvalet i USA 2020 medverkade han tillsammans med Carina Bergfeldt och Stefan Åsberg i SVT:s valvaka. Han var även närvarande i Washington DC under Stormningen av Kapitolium. År 2021 blev Youcefi programledare för det inrikespolitiska SVT-programmet Politikbyrån. År 2023 blev han SVT:s fasta utrikeskorrespondent placerad i Washington, D.C.
År 2014 nominerades Youcefi till Guldspaden. Mellan åren 2017 och 2022 var han ordförande i Föreningen Grävande Journalister.

## Uppmärksammade reportage
- Faxet som försvann (2014)[11]
- Skandalerna på Intraservice i Göteborgs stad:(2018)[12]